# Hercules Supercluster
De Hercules Supercluster bestaat uit twee superclusters in het sterrenbeeld Hercules. De supercluster ligt achter de Noordelijke Lokale Superholte en maakt deel uit van de CfA2 Grote Muur.